# Мая (певица)
Вижте пояснителната страница за други личности с името Мая.
Мая Стоева Делчева, известна накратко само като Мая, е българска попфолк певица.

## Музикална кариера
Кариерата ѝ започва през 1996 г., когато подписва договор с музикална компания Пайнер. Първата и записана песен е кавър на култовата попфолк песен „Радка-пиратка“, която става първият ѝ хит. През 1994 г. се запознава с творческата си половинка Магапаса. Двамата живеят заедно 12 години и през тези години правят десетки хитове. Има издадени седем албума с Магапаса, както и един самостоятелен. След края на музикалната си кариера заминава да живее в Лас Вегас, САЩ.

## Дискография

### Студийни албуми
- „Рози в нощта“ (1997)
- „Чудесен сън“ (1998)
- „Рецепти за любов“ (1999)
- „В крачка“ (2000)
- „Хитовете на Мая и Магапаса“ (2002)
- „Ще остана“ (2004)
- „Цунами“ (2005)

### Компилации
- The Best (1999)[2]

## Награди
2002 – Дует на годината (Годишни награди на сп. „Нов фолк”)
2002 – Клип на годината (Годишни награди на сп. „Нов фолк”)